# کاکتوس خلال دندان
کاکتوس خلال دندان(نام علمی: Stetsonia coryne) نام یک گونه از تیره کاکتوس است.